# Kuedinskij rajon
Il Kuedinskij rajon (in russo Куединский район?) è un municipal'nyj rajon (муниципальный округ) del Territorio di Perm', in Russia; il centro amministrativo è il villaggio di Kueda.